# Surfing H3O
Surfing H3O (サーフロイド 伝説のサーファー, Surfroid: Densetsu no Surfer) est un jeu vidéo de surf développé par Opus et sorti en 2000 sur PlayStation 2.

## Accueil
- Jeuxvideo.com : 8/20[1]